# Макдональд Макинтош, Маргарет
Маргарет Макдональд Макинтош (англ. Margaret MacDonald Mackintosh; 5 ноября 1864, Типтон, Стаффордшир — 10 января 1933, Лондон) — шотландская художница: живописец-акварелист и декоратор интерьера периода модерна. Член художественного объединения «Школа Глазго», жена художника объединения Чарльза Ренни Макинтоша.

## Жизнь и творчество
Маргарет родилась в Типтоне, Стаффордшир (центральная Англия), между Бирмингемом и Вулверхэмптоном, её отец был горным инженером и менеджером шахты. Маргарет и её младшая сестра Фрэнсис Макдональд посещали школу для девочек в Стаффордшире. В 1890 году семья поселилась в Глазго, столице Шотландии. Сёстры поступили в Школу искусств Глазго. Там будущая художница осваивала навыки работы с различными материалами, включая металл, вышивку и текстиль.
Маргарет стала сотрудничать со своей сестрой и в 1896 году, они начали работать в собственной студии на Хоуп-стрит, 128, Глазго, где создавали книжные иллюстрации, вышивки, гипсовые декоративные панели, изделия из чеканного металла и стекла. Их произведения были вдохновлены образами кельтской мифологии, символикой современной им литературы и фольклором.
Точно неясно, когда сёстры Макдональд познакомились с Чарльзом Ренни Макинтошем и его другом и коллегой Джеймсом Гербертом Макнейром, но они, вероятно, встретились в 1892 году в Школе искусств Глазго (Макинтош и Макнейр учились на вечернем отделении), представленными друг другу ректором школы Фрэнсисом Ньюбери, потому что он посчитал, что они работали в схожих стилях. К 1894 году молодые художники демонстрировали свои работы на студенческих выставках, некоторые из которых были сделаны совместно. 22 августа 1900 года Маргарет вышла замуж за Чарльза Ренни Макинтоша и стала сотрудничать с ним во многих художественных проектах.
Макинтош вместе с Маргарет, её сестрой Фрэнсис и её мужем Джеймсом Г.Макнейром, образовали в Глазго художественную группу «Четвёрка» (The Four), более известную под названием «Школа Глазго», оказавшую значительное влияние на европейское искусство периода модерна. В 1900 году Макинтоши показали свои работы на выставке Венского Сецессиона. Творчество шотландцев, продемонстрированное на этой выставке, произвело впечатление на ведущих мастеров венского модерна, таких как Густав Климт и Йозеф Хофман.
Однако восприятие их работ «на континенте» было неоднозначным, критика отмечала, что «измождённые линейные формы» произведений искусства сестёр Макдональд, явно демонстрирующие влияние Обри Бёрдслея, были «омерзительными». Подобная критика принесла «четвёрке» шотландцев ироничное прозвание «Школа призраков».
Творчество Маргарет Макдональд-Макинтош относится преимущественно к декоративно-прикладному искусству и не затрагивало методы промышленного дизайна. Она работала с традиционными «рукотворными» материалами — металлом, тканями, занималась вышивкой. Художница была также успешна в оформлении жилого интерьера. Многие работы были выполнены супругами совместно. Например, «Розовый будуар» на Международной выставке в Турине в 1903 году, проекты «Дома любителя искусства» в 1901 году и Чайная комната «Ива» в 1902 году. Их работы продолжали пользоваться популярностью на европейской художественной сцене, в том числе на Международной художественной выставке в Вене в 1909 году.
Несмотря на то, что Маргарет часто находилась «в тени своего мужа», активная и признанная за свою карьеру, между 1895 и 1924 годами она участвовала в более чем сорока европейских и американских выставках. В связи с ухудшившимся состоянием здоровья, после 1921 года Маргарет более не работала.
Она умерла в 1933 году, чуть более чем через четыре года после кончины своего мужа. Маргарет считается ведущей художницей стиля модерн в Великобритании. Она занималась также живописью и графикой. В 2008 году, на аукционе Кристис, были проданы две работы Маргарет М. Макинтош — «Сердце розы» (1901) и «Роза белая и роза алая» (1902) — за 490.000 и 1.700.000 фунтов стерлингов (или 3,3 миллиона долларов) соответственно.

## Галерея

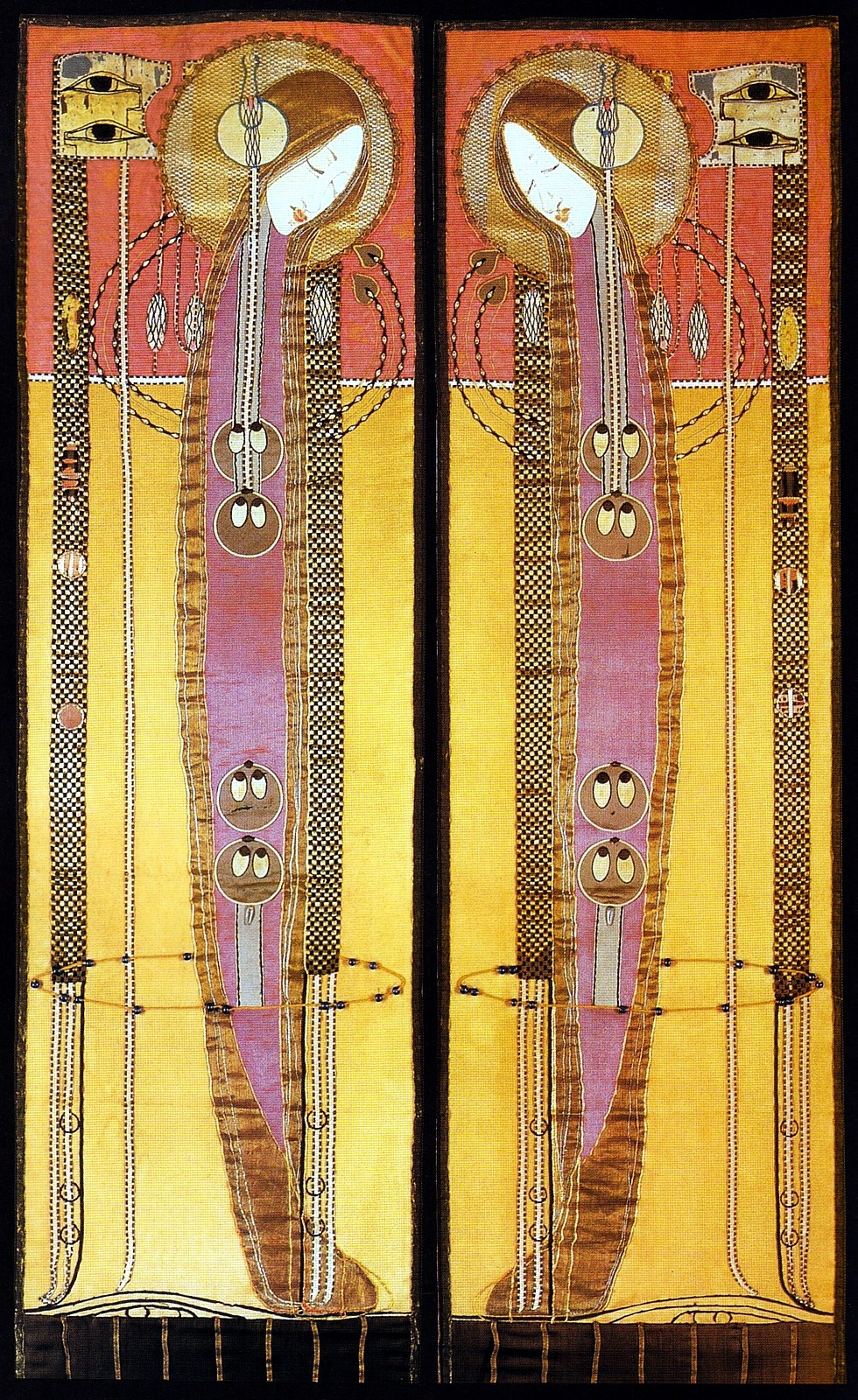
Две вышивки. 1902. Шёлк, аппликация. Хилл-хаус, Шотландия
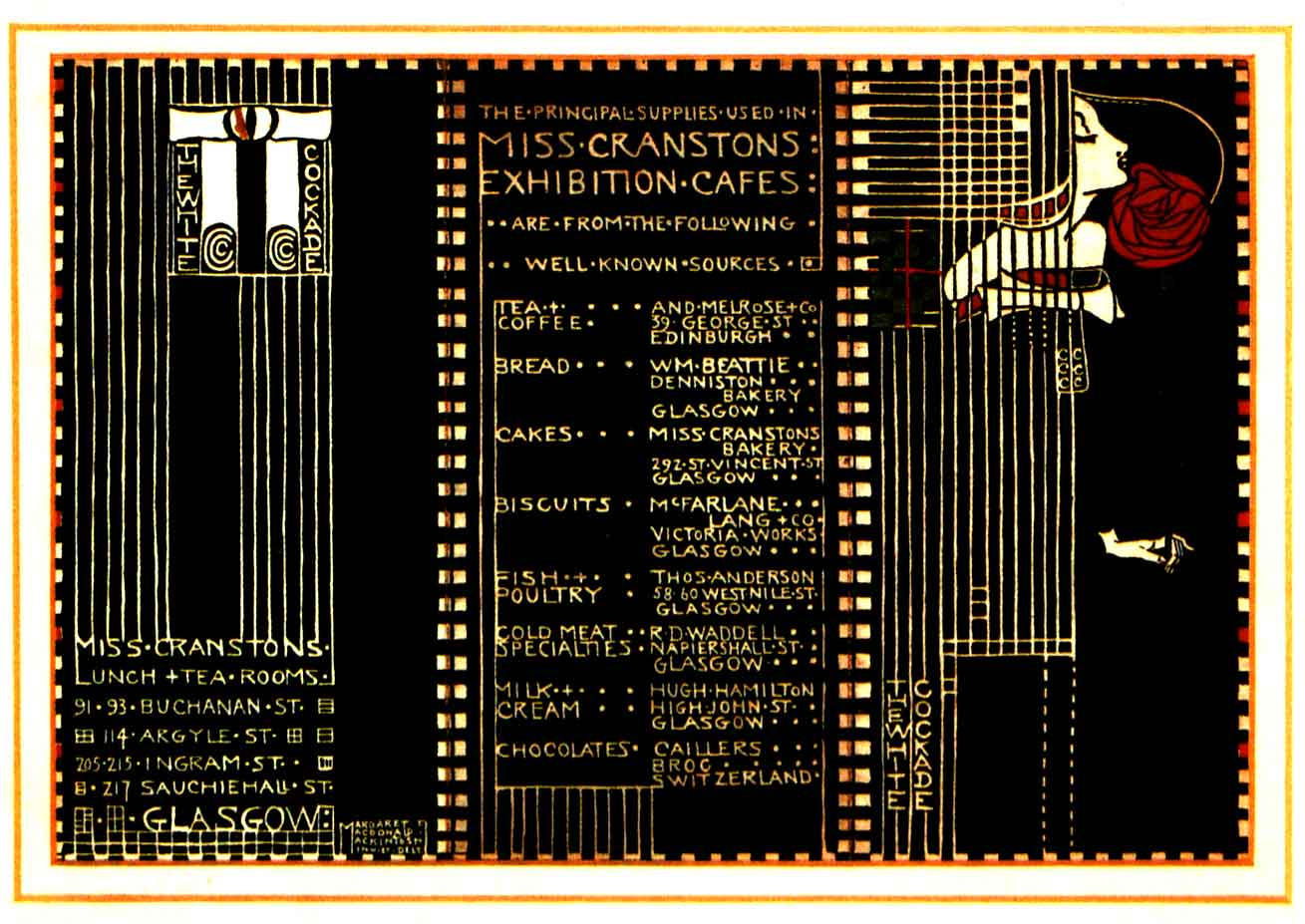
Карточка меню кафе миссис Кранстон. 1911. Глазго
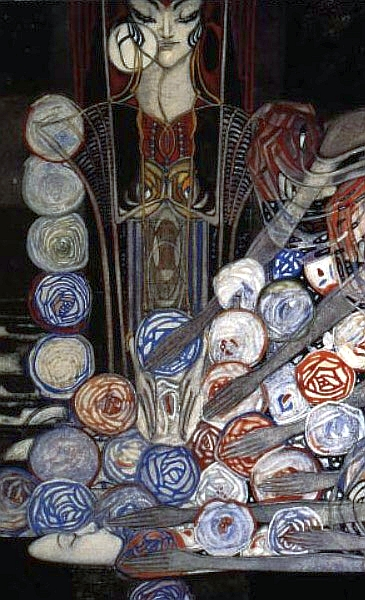
Смерть парфюмерии. 1921. Бумага, акварель, гуашь
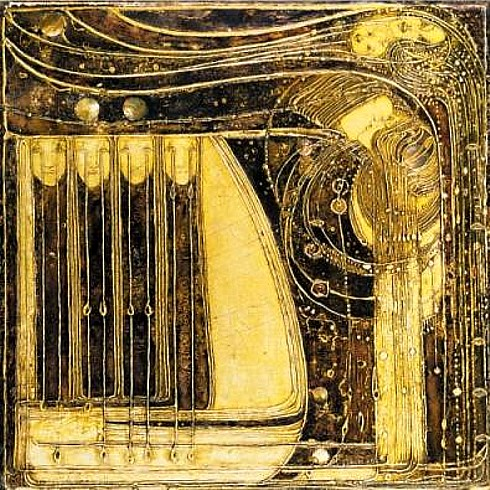
Опера ветров. 1903. Декор фортепиано. Деталь. Гессо (гипс и клей), золочение
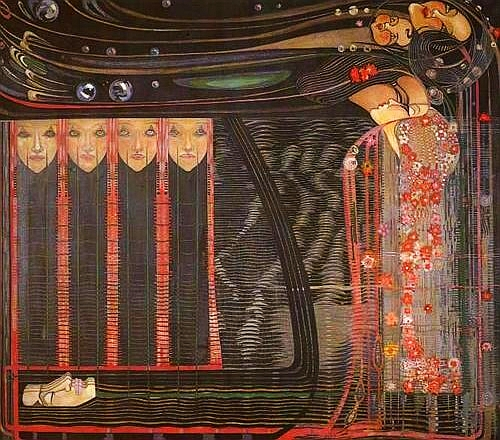
Опера морей. 1915. Эскиз. Гессо, акварель
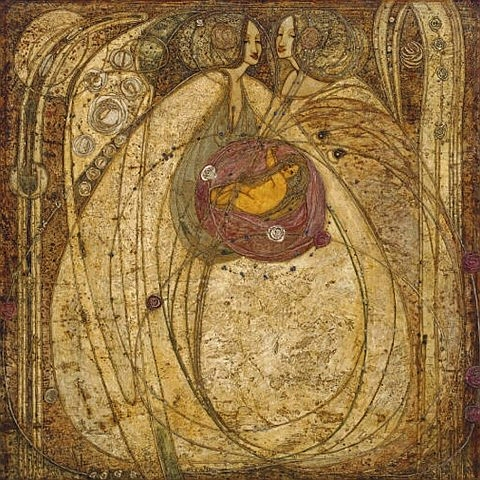
Сердце розы. 1901. Стекло, гессо, гуашь
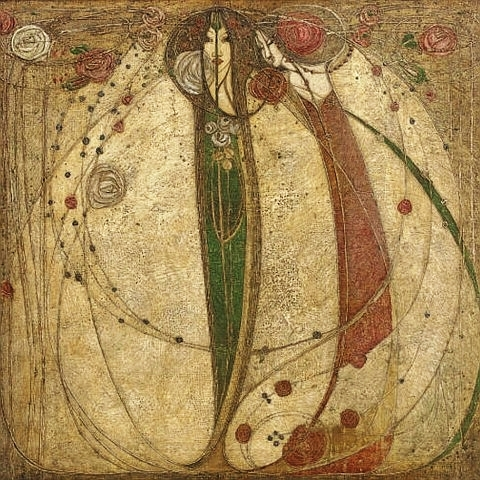
Роза белая и роза алая. 1902. Стекло, гессо, гуашь
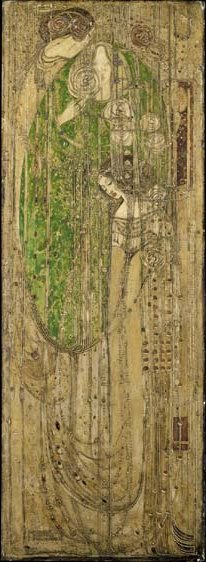
О вы, все, кто ходит по Уилловуду. 1903. Панно для чайной комнаты Мисс Крэнстон. Дерево, гессо, гуашь
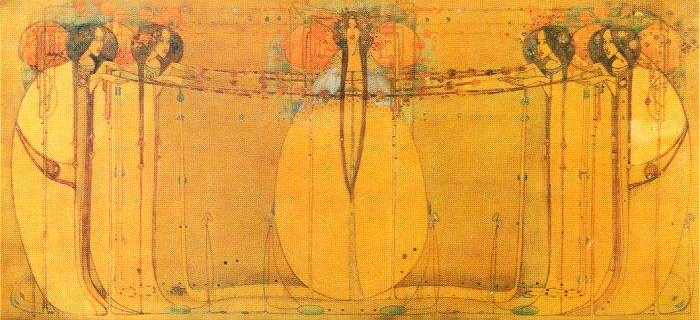
Королева мая. 1900. Бумага, акварель